# Júlio Endi Akamine
Julio Endi Akamine, S.A.C. (Garça, 30 de novembro de 1962) é um arcebispo católico brasileiro. 
Foi bispo auxiliar de São Paulo e responsável pela Região Episcopal Lapa. Foi o 3º arcebispo metropolitano de Sorocaba. Atualmente é o 11º Arcebispo de Belém do Pará. É o primeiro nipo-brasileiro nomeado bispo no Brasil.

## Biografia
Nascido em Garça, em 30 de novembro 1962, fez a primeira profissão religiosa na Sociedade do Apostolado Católico (Padres Palotinos) em 1980 e foi ordenado padre em 1988.
Obteve o Mestrado em Teologia na Pontifícia Universidade Gregoriana de Roma (1993 a 1995) e Doutorado na mesma Universidade (2001 a 2005).
Foi reitor Provincial da Província Palotina São Paulo Apóstolo, com sede na capital paulista, de 2008 a 2011, quando aos 4 de maio de 2011 foi nomeado pelo Papa Bento XVI como bispo-auxiliar da Arquidiocese de São Paulo., Sua ordenação episcopal foi em 9 de julho de 2011 e seu lema é “Bonum Facientes Infatigabiles” – “Não vos canseis de fazer o Bem”.
No dia 28 de dezembro de 2016 foi nomeado pelo Papa Francisco como arcebispo metropolitano de Sorocaba. e tomou posse em 25 de fevereiro de 2017, sendo seu quinto bispo e terceiro arcebispo.
Dom Julio atualmente é referencial da Pastoral da Educação.[carece de fontes?]
Em 7 de março de 2025, foi nomeado pelo Papa Francisco, como Arcebispo coadjutor de Belém do Pará.
Sua apresentação oficial ocorreu na Catedral Metropolitana de Belém, no dia 31 de maio de 2025, durante a Missa presidida por Dom Alberto Taveira Corrêa, Arcebispo Metropolitano de Belém. Também estiveram presentes na ocasião Dom Paolo Andreoli, Dom Odilo Scherer, Dom Leonardo Ulrich Steiner, dentre outros bispos, presbíteros e diáconos.
No dia 6 de agosto de 2025, após o acolhimento da renúncia de Dom Alberto Taveira Corrêa pelo Papa Leão XIV, sucedeu como 11º Arcebispo de Belém do Pará.

## Ordenações episcopais
Principal ordenante de:
- Denilson Geraldo, S.A.C. (2023)

Coordenante de:
- Edgar Xavier Ertl, S.A.C. (2016)
- Jorge Pierozan (2019)